# Syzygiella jacquinotii
Syzygiella jacquinotii là một loài rêu tản trong họ Jungermanniaceae. Loài này được (Mont.) Hentschel, Feldberg, Váňa & J. Heinrichs miêu tả khoa học lần đầu tiên năm.